# Chongqing IFS T1
Der Chongqing IFS T1 ist ein Wolkenkratzer in Jiangbei (Chongqing) in der Volksrepublik China. Es ist 316 Meter hoch und derzeit das dritthöchste Gebäude der Stadt. Der Baubeginn war 2012 und 2016 wurden die Bauarbeiten abgeschlossen. Das Gebäude ist Teil des Chongqing International Finance Square, einem neuerrichteten Geschäftskomplex, welches eine Nutzfläche von insgesamt über 600.000 m² aufweist. Das Gebäude beherbergt Büroflächen und ein Hotel.